# Béatrice de Vermandois
Béatrice de Vermandois, née vers 880, morte après 931, était une princesse carolingienne, reine des Francs occidentaux par son mariage avec Robert Ier de France.

## Biographie
Béatrice est la fille d'Herbert Ier, comte de Vermandois, et l'arrière-petite-fille de Bernard roi d'Italie, lui-même petit-fils de Charlemagne. Sa mère est inconnue mais des études récentes laissent penser qu'elle se prénommait Luitgarde et aurait été fille du comte Adalelme de Troyes. Elle a un frère, Herbert II (880 † 943), comte de Vermandois, de Meaux et de Soissons, et une sœur, Cunégonde, mariée vers 915 à Odon Ier, comte de Wetterau. Son frère deviendra également son gendre en épousant Adèle, fille du premier lit du roi Robert.
Elle épousa en 895 Robert († 923), marquis de Neustrie, veuf en premières noces d'Adèle (ou Aelis) du Maine, qui devint roi de France en 922. Ils eurent :
- Emma, mariée vers 918 avec Raoul, duc de Bourgogne, puis roi de France ;
- Hugues le Grand, duc des Francs, qui fut le père d'Hugues Capet.

D'après l'historien Christian Settipani, cette union scella la paix entre les Robertiens et les Vermandois, partisans de Charles le Simple, après que le roi Eudes, frère de Robert, ait reconnu le prince carolingien comme successeur. Après la mort d'Eudes, survenue le 3 janvier 898, les nobles, respectant le pacte de l'année précédente, reconnurent comme roi Charles III le Simple. Robert fit de même et conserva toutes ses possessions et tous ses titres. 
Béatrice devint reine des Francs occidentaux après que son mari, qui avait conduit la révolte contre le roi Charles, ait été proclamé roi le 22 juin 922, avant d'être couronné le 30 juin à Reims des mains de l'archevêque de Sens, Gauthier Ier, dans l'église de Saint Rémi. La bataille qui suivit vit la victoire de Robert sur Charles III, contraint de s'enfuir en Lotharingie, mais il y perdit la vie. Les Neustriens décidèrent alors d'élire roi le gendre de Béatrice, le duc Raoul de Bourgogne, qui fut couronné à Soissons le 13 juillet et Emma, la fille de Béatrice, lui succéda comme reine des Francs. 
On ignore la date de la mort de Béatrice : elle était encore en vie le 26 mars 931 puisque citée dans un document de son fils Hugues.

## Source
- Christian Settipani, La Préhistoire des Capétiens (Nouvelle Histoire généalogique de l'auguste maison de France, vol. 1), Villeneuve-d'Ascq, éd. Patrick van Kerrebrouck, 1993, 545 p. (ISBN 978-2-95015-093-6).

c